# ريه موراكاوا
ريه موراكاوا (村川梨衣 موراكاوا ريه) هي مؤدية أصوات يابانية ولدت في 1 يونيو 1990 في محافظة سايتاما.

## أدوارها في الأنمي

### مسلسلات أنمي تلفزيونية
- إيتوتاما - نيا-تان
- نون نون بيوري - هوتارو إيتشيجو
- نون نون بيوري ريبيت - هوتارو إيتشيجو
- شو باي روك!! - جاكلين
- ريني من الحدود - أغيها
- فايري تايل - بيث فاندروود
- كنز نانانا ريوغاجو - كامومي ميساكي
- فيفيدريد أوبيريشن - آوي فوتابا
- معارك القوى الغريبة في حياتنا اليومية - أوميكو تاناكا
- هل من الخطأ أن أسعى وراء الفتيات في المتاهات؟ - تيونا هيريوتي
- سورد أوراتوريا - تيونا هيريوتي
- كينموزا - ميتسكي إينوكوما
- هالو!! كينموزا - ميتسكي إينوكوما
- يوريكوما أراشي - تشوكو أوكي
- واكابا جيرل - ناو هاشيبا
- ترينيتي سفن - يوي كوراتا
- الوحوش الطفيلية: ثوابت النجاة - ميساكي
- جميلة مثل القمر - تشيناتسو نيشيو
- ري:بداية الحياة في عالم آخر من نقطة الصفر - رام
- كاليغولا - كوتونو كاشيوابا

### أفلام أنمي
- ترينيتي سفن: «إترنيتي لايبراري» و «ألكيميك غيرل» - يوي كوراتا

## أدوارها في ألعاب الفيديو
- أتيلييه إسكا آند لوجي: ألكيميستس أوف ذا داسك سكاي - إسكا ميلييه
- آيدولماستر ميليون لايف! - أريسا ماتسودا

## وصلات خارجية
- ريه موراكاوا على موقع IMDb (الإنجليزية)
- ريه موراكاوا على موقع ميوزك برينز (الإنجليزية)
- ريه موراكاوا على موقع أول ميوزيك (الإنجليزية)
- ريه موراكاوا على موقع ديسكوغز (الإنجليزية)
- ريه موراكاوا على موقع قاعدة بيانات الفيلم (الإنجليزية)
- ريه موراكاوا على موقع ANN person (الإنجليزية)